# Aquarius / Let the Sunshine In
Aquarius/Let the Sunshine In или же «The Age of Aquarius» или же просто «Let the Sunshine In» — попурри из двух песен, написанных для мюзикла «Волосы» в 1967 году. Попурри был сделан Джеймсом Радо и Жеромом Рагни (слова) и Гэлтом МакДермотом (музыка). Попурри был выпущен в качестве сингла американской R&B-группой The 5th Dimension. Песня провела шесть недель на первом месте в американском чарте поп-синглов Billboard Hot 100 весной 1969 года, и в конечном итоге получила платиновый статус в США от RIAA. Инструментальное сопровождение было написано Биллом Холманом и было исполнено группой сессионных музыкантов, обычно известных как The Wrecking Crew.

Песня заняла 66-е место в списке «Величайших песен всех времён журнала Billboard».

## Фон
Попурри было составлено из двух песен из мюзикла «Волосы». Первая песня была «Aquarius», а вторая — «The Flesh Failures: Let the Sunshine In». Текст песни «Aquarius» был основан на астрологическом убеждении, что мир скоро вступит в «Эру Водолея», эпоху любви, света и человечности, выходя из «Эпохи Рыб». Обстоятельства изменения указаны следующим образом: «Когда Луна находится в седьмом доме, а Юпитер выстраивается в ряд с Марсом». Астролог Нил Спенсер осудил эту строку, и назвал её «астрологической тарабарщиной», отметив, что Юпитер образует астрологический аспект с Марсом несколько раз в год, а Луна находится в седьмом доме в течение двух часов каждый день.
Солист группы The 5th Dimension Билли Дэвис-младший забыл свой кошелек в такси в Нью-Йорке. Человек, который нашел кошелек, был вовлечен в производство Волос, и пригласил группу посмотреть шоу. Группа, позвонила своему продюсеру  Боунсу Хау в Калифорнию «После того, как они посмотрели его, мне позвонили, и они все перебивали друг друга, говоря: «Мы должны записать эту песню «Aquarius». Это лучшее, что было».
Хау был настроен скептически («Это не законченная песня. Это вступление»), но после просмотра шоу на сцене у него возникла идея объединить «Aquarius» с другим музыкальным моментом из шоу, последними несколькими тактами из песни «The Flesh Failures: Let the Sunshine In», которые состоят из повторяющихся слов «Let the sunshine in». Хотя, два фрагмента песни находятся в разных тональностях и темпах, Хау решил «склеить их вместе, как два поезда».
Вернувшись в Калифорнию, Хау руководил первой сессией звукозаписи. Инструментальная дорожка была записана на пленку в студии Wally Heider Studios в Голливуде участниками The Wrecking Crew Хэлом Блейном на барабанах, Джо Осборном на басу, Лэрри Нечтелом на клавишных, Томми Тедеско, Деннисом Будимиром на гитарах и Тони Терраном на трубе. В записи также участвовали струнные, духовые и медные инструменты. Однако вокал был записан отдельно в Лас-Вегасе, где в то время выступала группа The 5th Dimension, с использованием всего двух микрофонов для пяти певцов. Соло Дэвиса во время «Let the Sunshine In» было импровизацией во время сессии. Автор песен Джимми Уэбб, который случайно оказался в студии во время записи, заметил Хау, и сказал «Боже мой, эта запись номер один».
Эта песня была одной из самых популярных песен 1969 года во всем мире. А в США она достигла первой позиции как в Billboard Hot 100 (в течение шести недель в апреле и мае), так и в чарте Billboard Easy Listening. Она также достигла вершины чартов продаж в Канаде и других странах. Billboard оценил ее как сингл № 2 Hot 100 за 1969 год, хотя "Aquarius (Let the Sunshine In)" продавался лучше сингла № 1 Hot 100 за 1969 год, "Sugar Sugar" группы Archies, и постоянно занимает несколько позиций выше него в чарте всех времен.
Запись выиграла премию Грэмми в номинациях «Запись года» и «Лучшее вокальное поп-исполнение группой» на 12-й церемонии «Грэмми», после того как была опубликована в альбоме The Age of Aquarius группы The 5th Dimension, а также была выпущена в виде 7-дюймового винилового сингла. Популярность песни побудила команду Аполлона-13 назвать свой лунный модуль Apollo Aquarius, отчасти чтобы дать понять, что астронавты тоже «модные». В 2004 году песня была включена в Зал славы премии Грэмми.
В списке 100 лучших песен из американских фильмов за 100 лет по версии AFI, опубликованном в 2004 году, песня «Medley: Aquarius/Let the Sunshine In» заняла 33-е место.